# Classe Gearing
La classe Gearing è una classe di cacciatorpediniere statunitensi derivate dalla classe Allen M. Sumner. Rispetto ai Sumner queste navi avevano uno scafo più lungo di 4,27 m e la loro funzione non era più quella di nave multiruolo, ma decisamente di nave antiaerea. L'ingrandimento dello scafo, oltre a costituire una piattaforme più stabile, aumentò la capacità di carico del carburante di 160 tonnellate che incrementarono del 30% il raggio di azione di queste navi.
Varie unità inizialmente costruite come Sumner vennero completate in fase di costruzione come Gearing, mentre quattro unità la cui costruzione era stata già avviata e sospesa prima del varo vennero successivamente demolite sul posto. La costruzione di altre sei unità venne invece annullata prima di essere avviata. Per altre tre unità la costruzione venne sospesa dopo il varo. Di una di queste navi, la cui costruzione venne annullata, venne varato lo scafo che però venne demolito quindici anni dopo il varo nel 1961. Le altre due cedettero la loro prua ad unità gemelle che erano state danneggiate, una in una collisione, l'altra, l'USS Ernest G. Small, urtando una mina durante la guerra di Corea. Per queste due unità che cedettero la loro prua la costruzione non venne mai più ripresa e i loro scafi successivamente demoliti.
Altri due Gearing in fase di costruzione vennero trasformati in navi esperienze. Su una di queste unità venne testato un sistema di propulsione a vapore dalla potenza di ben 100000 cavalli, mentre sull'altra venne testato un nuovo sistema di propulsione ad idrogetto. Sul cacciatorpediniere USS Gyatt tra la fine del 1955 e il 1957 venne installato il sistema Terrier facendone così il primo cacciatorpediniere lanciamissili al mondo. L'unità ebbe assegnata la matricola DDG-1. Successivamente nel 1963 i missili vennero rimossi e la nave riprese la vecchia matricola DD-712 ma continuò ad essere utilizzata come nave esperienze per sistemi d'arma.
Tra le unità della classe due sono preservate negli Stati Uniti come navi museali. Una di queste navi è il cacciatorpediniere USS Joseph P. Kennedy Jr. (DD-850) ormeggiato al museo navale di Fall River nel Massachusetts. La nave è dedicata alla memoria del Sottotenente di vascello Joseph Patrick Kennedy Jr. caduto nella guerra del Pacifico e fratello del futuro presidente degli Stati Uniti John Fitzgerald Kennedy. La nave nel 2000 prese parte al film Thirteen Days dove rappresentò se stesso nella crisi dei missili di Cuba. L'altra nave è il cacciatorpediniere USS Orleck che dopo essere stato ceduto alla Turchia nel 1982 il 12 agosto 2000 è ritornato negli Stati Uniti come nave museale ed è ormeggiato a Orange nel Texas.
Attualmente solo una nave di questa classe presta ancora servizio: si tratta del cacciatorpediniere Netzahualcoyotl (ex USS Steineker) che è attivo nella Armada de México in qualità di nave scuola per i cadetti dell'accademia Navale Messicana.

## Impiego operativo
Le unità della classe Gearing ebbero un impiego soprattutto postbellico, sia con la flotta USA che con diverse altre marine. Queste navi presero parte a innumerevoli dispiegamenti operativi per i 20 anni successivi, prima che i cacciatorpediniere missilistici li sostituissero gradatamente. I Gearing presero parte al secondo conflitto mondiale e successivamente parteciparono sia alla guerra di Corea che alla guerra del Vietnam.

## Ammodernamenti
Queste unità vennero aggiornate costituendo così varie sottoclassi. Gli aggiornamenti più importanti furono quelli allo standard FRAM I e FRAM II, con miglioramenti ai sistemi elettronici ai radar e ai sonar e all'armamento con un lanciamissili ASROC (Anti Subamarine ROCket, razzo antisommergibili) a centro nave. Alcune unità vennero dotate anche di un hangar per un elicottero drone ASW a poppa.

### FRAM I
Alla fine degli anni cinquanta 44 unità della Classe Gearing vennero sottoposte ad estensivi lavori di ammodernamento per convertirle da unità antiaeree ad unità antisommergibile.
Il programma di ammodernamento FRAM I riguardò principalmente i Gearing. Questo ammodernamento consisteva nella ricostruzione della sovrastruttura delle navi, la rimozione della torretta da 127mm poppiera, nuovo apparato propulsivo, nuovi sistemi elettronici, nuovi radar, nuovo sonar e variazioni dell'armamento. Venne anche installata una piattaforma di appontaggio per il drone e un relativo hangar. L'ammodernamento delle elettroniche riguardò il nuovo sonar SQS-23 e il radar di ricerca di superficie SPS-10, mentre l'armamento antisommergibile riguardò l'installazione di 2 impianti lanciasiluri tripli MK 32 e un lanciamissili ASROC.
L'elicottero drone QH-50C DASH era un velivolo senza pilota che veniva pilotato a distanza dalla nave. L'elicottero DASH (Drone Anti-Submarine Helicopter) poteva trasportare 2 siluri Mk 44. All'epoca i missili ASROC avevano un raggio di circa 9Km e il drone consentiva di estendere il raggio d'azione a oltre 22 chilometri.
Una versione aggiornata del DASH, denominata QH-50D, rimase in servizio nella US Army fino al maggio 2006.

### FRAM II
Il programma FRAM MK II riguardò principalmente i Sumner ma finì per interessare anche alcuni Gearing, con l'installazione di nuovi sistemi radar e soprattutto la dotazione di sonar a profondità variabile (VDS - Variable Depth Sonar); il programma di ammodernamento FRAM MK II riguardò unità appartenenti a due sottoclassi.
| L'USS Carpenter nel 1965 i lavori di riammodernamento del programma FRAM | l'USS Basilone, ampiamente aggiornato secondo gli standard FRAM |

## Le sottoclassi
Le variazioni nell'allestimento e gli aggiornamenti a cui queste navi furono sottoposte, finirono per costituire varie sottoclassi.

### Classe Frank Knox
Tra il 1945 e il 1953 un programma speciale vide la conversione di trentasei Gearing in unità di difesa aerea a lungo raggio. Queste unità ricevettero i loro sistemi radar di allerta aerea e costituirono la Classe Frank Knox. Nel 1960 quando venne deciso il programma FRAM, queste unità vennero convertite in unità antisommergibile.

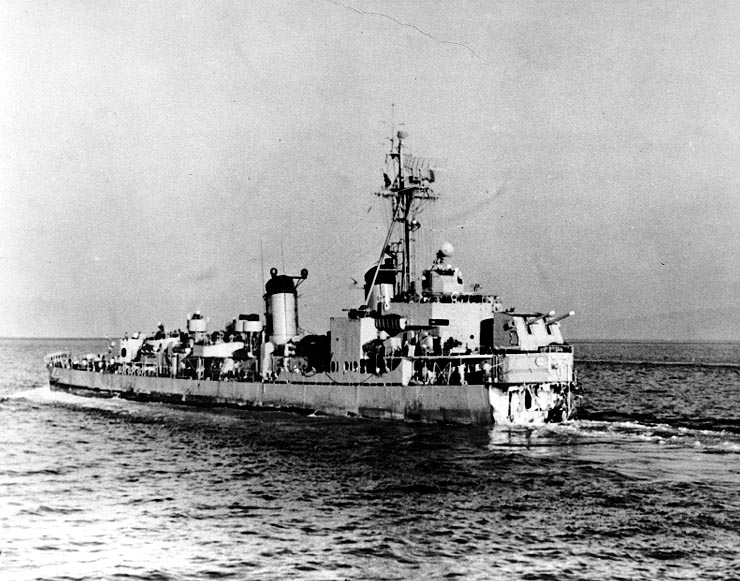
L'Ernest G. Small privo della prua mentre procede in retromarcia

Nelle fasi finali della seconda guerra mondiale, poiché la necessità primaria nel Pacifico era la difesa dagli attacchi aerei 12 unità della classe Gearing vennero modificate in unità di difesa antiaerea prima del loro completamento, di cui 2 già in fase di prova. Nel maggio 1945 altri 12 Gearing vennero completati come Knox. Su tutte le 24 unità venne installato un radar di ricerca SP che venne collocato sull'albero a tripode che sormontava la sovrastruttura anteriore. Visto il successo di queste unità nella battaglia di Okinawa, la US Navy ordinò, nel 1952, che altri 12 Gearing fossero convertiti in cacciatorpediniere antiaerei per affrontare le nuove minacce aeree costituite dai caccia di nuova generazione. Durante questi lavori di conversione su tutte le unità della classe vennero installati i nuovi radar SPS-8 che trovarono posto sulla sovrastruttura posteriore risultando il radar troppo pesante per l'albero a tripode anteriore. Nello stesso tempo il radar originale SP venne rimpiazzato dal TACtical Air Navigation conosciuto anche come TACAN.
Nel 1960, quando le Knox vennero sottoposte al programma di aggiornamento FRAM, le antenne radar vennero nuovamente rimosse e sostituite con nuovi radar AN/SPS-10 e AN/SPS-40 che trovarono posto sulla sommità di un nuovo albero che sostituì l'albero a tripode originario. Tale modifica interessò tutte le unità della Classe Knox. Delle 36 unità della classe 30 ricevettero l'elicottero drone. Su queste unità, sulla sommità dell'hangar del DASH vennero installate le antenne del sistema ECM. Su tre delle sei unità che non vennero dotate dell'elicottero drone venne installato un radar di ricerca a lungo raggio SPS-30 che aveva una portata di oltre 200 miglia. Queste sei unità insieme ad altre quattro Knox vennero aggiornate al programma di ammodernamento FRAM Mk II, mentre le rimanenti 26 unità vennero aggiornate agli standard FRAM Mk I. Le unità sottoposte al programma di aggiornamento FRAM Mk II vennero dotate di sonar a profondità variabile.
Il costo di questi ammodernamenti per le Knox fu all'epoca di 200100000 $ per il programma di ammodernamento FRAM I e di 45000000 $ per il programma FRAM II.
Tra le unità di questa sottoclasse, il cacciatorpediniere USS Ernest G. Small diede prova della grande robustezza dello scafo, quando, durante la guerra di Corea, dopo aver subito un'esplosione tremenda a prua, urtando contro una mina, perdendo la prua con il cannone binato nº 1, è riuscito a salvarsi, grazie alla tenuta delle paratie longitudinali procedendo in retromarcia, onde evitare di sollecitare le già provatissime strutture prodiere. Successivamente l'unità venne ceduta a Taiwan nell'ambito del Mutual Defense Assistance Program e ribattezzata classe Fu Yang, è rimasta in servizio sino al 1999 e nel 2003 usata come bersaglio.

### Classe Carpenter
Nel dicembre 1949 otto unità della classe vennero scelte essere trasformate in cacciasommergibili; queste navi che costituirono la classe Carpenter formarono un gruppo di unità il cui compito era quello di intercettare sommergibili nemici prima che questi potessero attaccare i convogli. Tutte queste navi ricevettero successivamente gli aggiornamenti del Programma FRAM, ma le modifiche furono diverse tra le varie unita navali di questa sottoclasse; in particolare due unità vennero sottoposte agli ammodernamenti FRAM MK I e le sei rimanenti unità al programma FRAM MK II.
Unità tipo Carpenter
- USS Fred T. Berry (DDE-858)
- USS Carpenter (DDE-825)
- USS Harwood (DDE-861)
- USS Keppler (DDE-765)
- USS McCaffery (DDE-860)
- US Norris (DDE-859)
- USS Robert A. Owens (DDE-827)
- USS Lloyd Thomas (DDE-764)

### Classe Basilone
Terminata la seconda guerra mondiale, due Gearing varati alla fine del 1945 completarono il loro allestimento come unità antisommergibile e classificati DDE e nel marzo 1950 vennero convertiti in DDE altri cinque Geaging. Queste unità diedero vita alla Classe Basilone e vennero tutte ammodernate allo standard Gruppo B del programma FRAM I per un costo totale di 53900000 $ del 1964. Durante i lavori di ammodernamento vennero rimossi il cannone Nº 2 e i cannoni contraerei originali, costruite sovrastrutture aggiuntive, sostituiti i siluri con un ASROC ed effettuato un rinnovo del parco elettronico pressoché totale.

## Servizio per altre marine militari

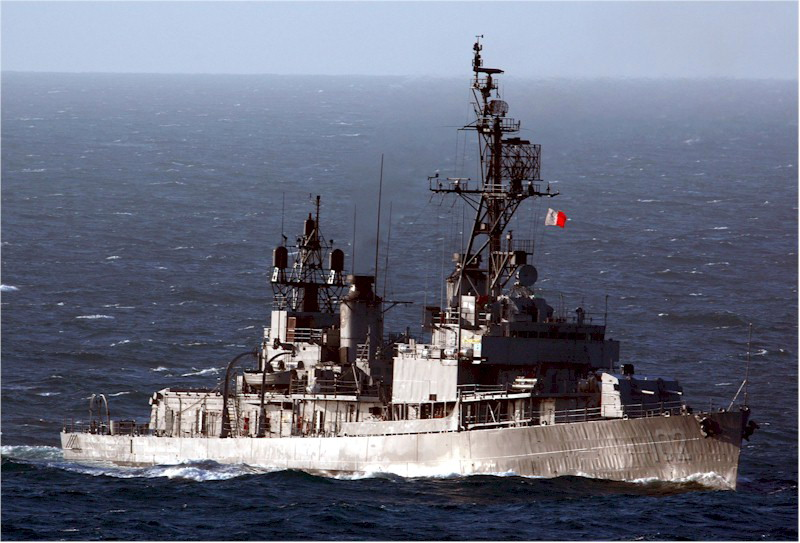
Il cacciatorpediniere messicano Netzahualcoyotl in servizio come nave scuola

Molte di queste unità prestarono servizio in marine di paesi alleati degli Stati Uniti, nell'ambito del Mutual Defense Assistance Program. I Gearing furono venduti alle seguenti marine:
- Argentina
- Brasile
- Corea del Sud
- Ecuador
- Grecia
- Iran
- Messico
- Pakistan
- Spagna
- Taiwan
- Turchia

Nel 1974, una nave turca classe Gearing, il Kokatepe, venne danneggiata gravemente da caccia connazionali che la scambiarono per una analoga nave della marina greca, durante l'invasione di Cipro.

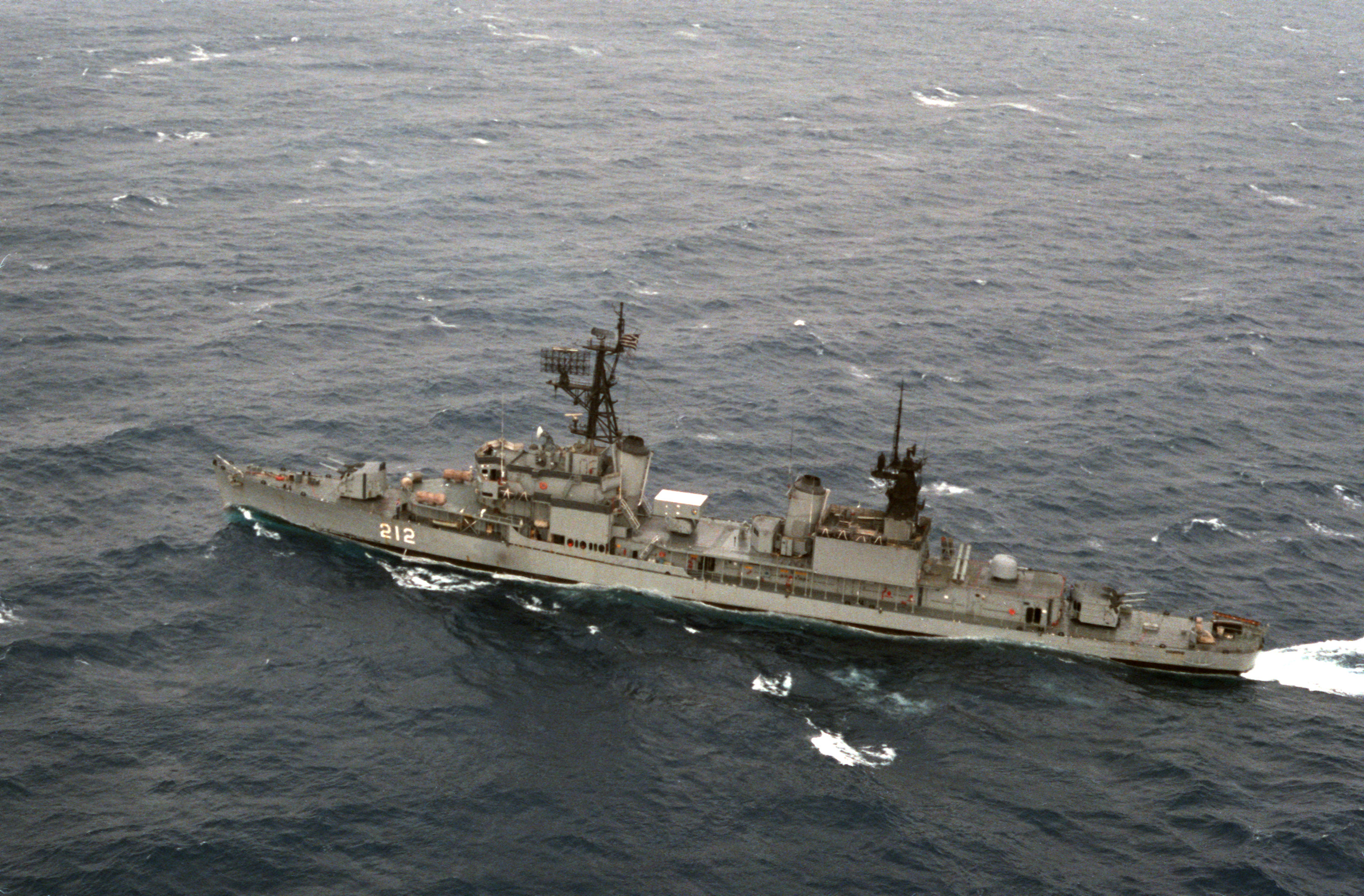
Il cacciatorpediniere greco Kanaris ex USS Stickell

Nell'insieme Argentina, Brasile (5 Summer e 2 Gearing), Grecia (1 Summer e 7 Gearing), Turchia, Taiwan ed altre marine vennero in possesso, specie durante gli anni '70, di navi come queste, che vennero ulteriormente ammodernate, grazie al volume e alla stabilità degli scafi, specie una volta che parte delle pesanti artiglierie e siluri erano stati sbarcati.
L'ultimo Gearing a rimanere in servizio fu il cacciatorpediniere Netzahualcoyotl che fino al 2014 svolgeva attività di nave scuola per gli allievi ufficiali della Marina messicana.

### Grecia
Le sette navi classi Gearing FRAM I/II erano state all'epoca aggiornate con: centrale di controllo NA-10, torre binata da 127 mm a prua, la seconda sostituita da 2 tls da 324 mm, lanciamissili ASROC a mezzanave, 4 missili Harpoon, cannone da 76 mm Compatto a poppa, torretta poppiera da 127 mm.
In pratica queste navi avevano, solo come armi moderne, 1 cannone da 76 mm, 4 Harpoon, 8 ASROC, 6 tls da 324 mm e 1 da 40/70 mm Bofors, sufficienti, assieme all'elettronica, per una corvetta di circa 1500 tonnellate, oltre ai 4 cannoni residui da 127 mm, per una netta miglioria nelle capacità belliche in ogni aspetto, tranne forse in quello antiaereo.

### Taiwan

#### Classe Chao Yang
Gli Stati Uniti cedettero a Taiwan nell'ambito del Mutual Defense Assistance Program ben quindici di queste unità, che sottoposte ad ammodernamenti sono rimaste a lungo in servizio, alcune delle quali sino all'inizio del XXI secolo. Nella Marina militare di Taiwan queste unità hanno costituito la Classe Chao Yang.
I programmi di ammodernamento hanno riguardato oltre i Gearing, anche i Sumner e i Fletcher, che sono stati aggiornati in altri standard, costosi e necessari in quanto la nazione aveva difficoltà a trovare nuove unità d'altura a causa dell'ostilità della Cina su eventuali fornitori.
Le navi dopo gli ammodernamenti disponevano di un cannone da Oto Melara 76 mm Mk 75 Compatto a prua, un sistema CIWS Vulcan Phalanx a poppa, 10 contenitori di lancio per missili SM-1 antiaerei e antinave, 6 a poppa e 4 a prua. Essi sono stati necessari perché non era possibile installare sistemi come gli Mk 13, e non erano ancora disponibili i VLS Mk41, probabilmente abbastanza compatti per essere installati negli scafi.
I programmi di ammodernamento sono stati denominati Wu Jin I, Wu Jin II, e Wu Jin III e l'ultimo lotto di sette unità ritirate dal servizio tra il 2003 e il 2004:
- Yang: riguardò tre navi aggiornate con missili Gabriel e nuovi sensori, con limitato successo per l'integrazione del complesso.
- Wu Jin I: riguardò tredici navi con sistema di combattimento IAI Reshet israeliano, cannoni Mk 75 Compatto, Bofors 40/70 mm, missili antinave Hsiung Feng da 40 km di gittata.
- Wu Jin II: riguardò quattro navi, con sistema di combattimento Honeywell H-930 Mod. 1, cannoni da 127 mm originari, moderni da 40 e 76, missili antinave del tipo summenzionato e missili SAM Sea Chaparral, ASW ASROC, siluri da 324 mm, sistemi sonar a profondità variabile, sistema elettronico della CSIST taiwanese, con ECM/ESM, lanciachaff.
- Wu Jin III: riguardò sette navi, con sistema di combattimento simile al precedente, radar olandesi DA.08 e STIR, radar americani di vario genere, sistemi di guerra elettronica Chang Feng della CSIST di fabbricazione nazionale.

Delle ventisette unità, diciassette hanno avuto anche un hangar per un elicottero leggero Hughes MD500 Defender ASW, un MD500 in versione antisom: si tratta di un compatto elicottero ASW da quasi 1500 kg al decollo, con rilevatore di anomalie magnetiche MAD, radar e 1-2 siluri Mk 44 o Mk 46. Essi sono utili pure per azioni di designazione bersagli per missili antinave oltre l'orizzonte.